# アラン・ブロック
ブロック男爵（Baron Bullock）ことアラン・ルイス・チャールズ・ブロック（Alan Louis Charles Bullock, 1914年12月13日 - 2004年2月2日）は、イギリスの歴史家。アラン・バロックとも表記される。近現代史を専門とした。一代貴族。アドルフ・ヒトラーの伝記を始めとする様々な著作を発表し、大きな影響を与えた。

## 若年期と経歴
イングランド、ウィルトシャー州のトロウブリッジ に生まれる。その地では、父親が庭師、そして同時に牧師（ユニテリアン派）として働いていた。ブロックは、ブラッドフォード・グラマー・スクール、そしてオックスフォード大学内のウォドム・カレッジを卒業する。オックスフォードでは西洋古典学と現代史を学んでいる。1938年に卒業した後、「英語諸国民の歴史（A History of the English-Speaking Peoples）」を執筆していた、ウィンストン・チャーチルの研究助手として働いた。第二次大戦中、ブロックは、英国放送協会（BBC）のヨーロッパ向けの番組で働いている。戦後、オックスフォード大学に歴史学の名誉校友として戻り、ニュー・カレッジに所属した。
ブロックは、ケンブリッジ大学内のセント・キャサリンズ・カレッジの創立修士であった。 このカレッジは学部生、卒業生の両方が利用することができ、理科系の学生と芸術系の学生とで分かれていた。彼は、このカレッジの発展のため、寄付金を集めるべく猛烈に尽力したとされている。後に、彼は、オックスフォード大学の最初の常勤の副総長（実質的な学長）に就任（1969年－1973年）した。
1972年にナイト位を受賞、1976年には一代貴族爵位「カウンティ・オブ・オックスフォードシャーにおけるリーフィルドのブロック男爵」（Baron Bullock, of Leafield in the County of Oxfordshire）に叙され、貴族院議員となった。

## 代表作「ヒトラー」
1952年に、ブロックは「ヒトラー：専制政治の一例」を出版する。これは、ヒトラーに関する包括的な最初の伝記だが、ブロックが、ニュルンベルク裁判での記録に基づいて執筆された。この著作は長期にわたり、ヒトラー研究の決定版とされた。ヒトラーは、日和見主義の権力政治を行った人物として描かれている。ブロックの意見では、ヒトラーは、「ぺてん師」であり、日和見主義の山師でしかなく、自分の行動についての信条、信念、良心の呵責といったものを欠いた人物であり、その生涯にわたる行動は、権力欲のみによって突き動かされてきた、としている。ブロックの考え方は、1950年代を通してヒュー・トレヴァー＝ローパーとの間で論争となるが、ローパーは、ヒトラーのことを「それは嫌悪感をもたらすようなものではあったろうが、それでも彼は自己の信条を持っていたはずだ」とし、「ヒトラーはそうした信条に基づいて行動したのだ」と主張していたのである。ガーディアン紙のブロックの死亡記事には、「ブロックの有名な格言『ヒトラーは陰謀によってその権力の座にすわらされた』は、時の試練に耐えた」と記されていた。
1991年にザ・タイムズ紙上で「ヒトラー：専制政治の一例」が論評された際には、ジョン・キャンベルが、「戦後すぐに著されたにもかかわらず、そして最新の証拠と解釈の見直しが常に行われてきたにもかかわらず、この著作を越えるものが40年近く出版されていない。驚くべき成果である」と書いている。
後にブロックの著作では、ヒトラーに対する評価に多少の変化があった。それらの著作では、ヒトラーは独裁者としてよりも夢想家として登場し、「わが闘争」で表された理想を追究する人物として－その結果はいわずと知れているにもかかわらず－描かれている。これが、世間一般に広く受け入れられているヒトラーに対する見方であり、特にホロコーストに関しては、こうした見方が一般的なものとなっている。

## その他の著作
ブロックの他の著作には、「The Humanist Tradition in the West （西洋における人道主義の伝統）(1985)」、「The Life and Times of Ernest Bevin（アーネスト・ベヴィンの生涯とその時代）」などがある。
自らも支持する労働党の政治指導者で、外相を務めたアーネスト・ベヴィンの評伝（三巻組）は、伝記的要素のみならず同時期の政治外交を論じた重要な研究として位置づけられている。 ベヴィンはブロックと同種の経歴の持ち主だった。
また、ブロックは、「The Harper Dictionary of Modern Thought (1977)」の編集者でもあった。これは、ブロックが「hermeneutics（＝解釈学）」という言葉を定義できないと気づいた時に、出版社にブロック自身が提案した企画であった。
1970年代半ばには、ブロックは、自分の会議運営能力を活かして、授業で活用できるような報告書の作成に携わった。英語の教授法について書かれた「A Language for Life」は1975年に出版された。

## 晩年の著作
晩年期のブロックは、「Hitler and Stalin: Parallel Lives（ヒトラーとスターリン：同じ時代を生きる）」(1993)を出版する。これは大変な量の著作で、彼ら二人の人生と、ブロックの世代の人々の人生とを比較したものだった。 ブロックは、どれほどヒトラーとスターリンの名声がお互いに影響を与え合ったのかを人々に示したのである。ブロックは、「自国内で自分の権力をより強固なものにし、ヒトラーのように末路を誤ることなく、自分の限度をわきまえるというスターリンの能力こそが、ヒトラーよりも長期にわたってスターリンが権力の座にすわることを可能にしたのだ」という結論に達したのである。
アメリカ人の歴史学者ロナルド・スペクターは、ブロックが抽象的な一般化をすることなく、また関連の無い末梢事をあげつらうことなく、ナチズムとソヴィエト共産主義の発展について書いていることに対して、ワシントン・ポスト書評で賞賛している。「この著作は、色褪せることのない興味深さを持っており、読むたびに何か学ぶところがあることを実感させられる。どの章を読んでも、新しい洞察と説得力のある分析を見出すことができるのである」

## 叙勲
1970年にはレジオンドヌール勲章を叙勲した。1972年にはナイトの称号を授与、サー・アラン・ブロックと呼ばれることになった。1976年には一代貴族に叙せられ、バロン・ブロック、リーフィールド・イン・ザ・カウンティ・オヴ・オクスフォードシャーとなった。 彼の著作には必ず「Alan Bullock」と記されることとなった。
1976年5月には、オープン大学から名誉博士号の称号を贈られている。

## 著作

### 単著
- Hitler: a Study in Tyranny. (Odhams Press, 1952; Completely Revised Edition, Penguin, 1962).  
  - 大西尹明訳『アドルフ・ヒトラー』（みすず書房「現代史大系」全2巻, 1958-60年、再版1971年ほか）- 著者表記はアラン・バロック
- The Life and Times of Ernest Bevin. (2 vols., Heinemann, 1960-1983).
- Ernest Bevin, Foreign Secretary, 1945-1951. (Heinemann, 1983). - アーネスト・ベヴィンの伝記
- The Humanist Tradition in the West. (Norton, 1985).
- Hitler and Stalin: Parallel Lives. (Knopf, 1992).
  - 鈴木主税訳『ヒトラーとスターリン――対比列伝』（草思社 全3巻, 2003年／草思社文庫 全4巻, 2021年）

### 共編著
- The Liberal Tradition from Fox to Keynes, co-edited with Maurice Shock, (A. & C. Black, 1956).
- The Harper Dictionary of Modern Thought, co-edited with Oliver Stallybrass, (Harper & Row, 1977, New and Revised ed., 1988).
- The Fontana Biographical Companion to Modern Thought, co-edited with R.B. Woodings,(Collins, 1983, New and Revised ed., 1988).
- Twentieth-Century Culture: a Biographical Companion, co-edited with R.B. Woodings, (Harper & Row, 1983).
- The New Fontana Dictionary of Modern Thought, co-edited with Stephen Trombley and Alf Lawrie, (Harper Collins, 1999).